# Panphagia
Panphagia là một chi khủng long, được R. N. Martinez & Alcober mô tả khoa học năm 2009.